# Ace of Base
Ace of Base je švedska pop skupina.
Prvotno zasedbo skupine so sestavljali Ulf Ekberg in njegovi trije bratranci ter sestrične: Jonas Berggren, Malin Linn Berggren in Jenny Berggren. Med letoma 1993 in 2002 so izdali štiri studijske albume, ki so se po vsem svetu prodali v več kot 30 milijonih izvodov. S tem so postali tretja najuspešnejša švedska skupina vseh časov, takoj za ABBA in Roxette. Album Happy Nation (The Sign za ameriški trg) je eden najbolje prodajanih debitantskih albumov vseh časov. V ZDA je imela platinasto naklado. Bil je debitantski album s tremi pesmimi, ki so se uvrstile na prvo mesto lestvic: »All That She Wants«, »The Sign« in »Don't Turn Around«.
Po uradnem odhodu pevke Malin Lin Berggren leta 2007 so med letoma 2007 in 2009 kot trio izvedli vrsto koncertov v Evropi in Aziji, preden je Jenny Berggren novembra 2009 prav tako oznanila, da zapušča skupino, da bi se osredotočila na svojo solo kariero. Moškim članom skupine sta se pridružili dve novi vokalistki: Clara Hagman in Julia Williamson. Nova zasedba je septembra 2010 izdala svoj prvi album, The Golden Ratio.

## Diskografija

### Albumi
- Happy Nation (1993)
- The Bridge (1995)
- Flowers (1998)
- Da Capo (2002)
- The Golden Ratio (2010)

### Singli
- Wheel of Fortune (1992)
- All that She Wants (1993)
- Happy Nation (1993)
- Waiting for Magic (1993)
- The Sign (1994)
- Don't Turn Around (1994)
- Living in Danger (1994)
- Lucky Love (1995)
- Beautiful Life (1995)
- Never Gonna Say I'm Sorry (1996)
- My dèja vu (1996)
- Life is a Flower (1998)
- Cruel Summer (1998)
- Travel to Romantis (1998)
- Beautiful Morning (2002)
- Unspeakable (2002)